# Hohensteine (Midlum)
Die Hohensteine (auch Großsteingrab Midlum 2 genannt) sind eine megalithische Grabanlage der jungsteinzeitlichen Trichterbecherkultur bei Midlum, einem Ortsteil der Gemeinde Wurster Nordseeküste im niedersächsischen Landkreis Cuxhaven. Das Grab trägt die Sprockhoff-Nummer 607.

## Lage
Die Hohensteine liegen im Hohensteinsforst zwischen Midlum, Krempel und Wanhöden.

## Beschreibung
Das Ganggrab hatte vier Decksteine. Drei mächtige Decksteine liegen noch in situ, einer der beiden mittleren liegt zerbrochen in der Kammer. Vier Tragsteine pro Seite und zwei Abschlusssteine bildeten die Wände der Kammer, einer der Tragsteine an der Südostseite fehlt.
Der aufliegende der mittleren Decksteine trägt einige Schälchen. Ob ein steinerner Gang vorhanden war, oder ob es sich um ein Portal (mit ggf. hölzerner Gangkonstruktion handelt) ist nicht zu erkennen. 
Der Forst birgt noch eine Reihe verstreuter Hügelgräber und zwei weitere Steingräber. Im Nordteil des Hohensteinsforstes befindet sich der „Henkenstein“ (Sprockhoff-Nr. 606), der ansehnliche Rest einer Steinkammer, von dem nur der Abschlussteil erhalten ist. 